# أليخاندرو سابيلا
أليخاندرو سابيلا (بالإسبانية: Alejandro Sabella)‏ (مواليد 5 نوفمبر 1954 - 8 ديسمبر 2020) هو مدرب كرة قدم أرجنتيني ولاعب سابق. كان يلعب في خط الوسط.
وكان يدرب منتخب الأرجنتين لكرة القدم بعد أن تم تعيينه خلفًا لسيرخيو باتيستا بسبب الخروج المبكر للأرجنتين في كوبا أمريكا 2011 التي أقيمت على أرضها.

## مسيرته الكروية
لعب أليخاندرو سابيلا خلال مسيرته الاحترافية مع 7 أندية في سبعة عشر موسمًا وسجل خلالها 33 هدفًا ضمن 433 مباراة. ولم يفز بأي موسم بالكأس وفاز في أربعة مواسم بالدوري.
خاض أليخاندرو سابيلا مسيرته مع نادي ريفر بليت في موسم 1974 ليلعب معه خمسة مواسم، مشاركًا في 117 مباراة سجل خلالها 11 هدفًا. ثم انتقل إلى نادي شيفيلد يونايتد في موسم 1978–79 ولمدة موسمين، حيث شارك في 76 مباراة سجل خلالها 8 أهداف. لينتقل بعدها إلى نادي ليدز يونايتد في موسم 1980–81 ولمدة موسمين، مشاركًا في 23 مباراة سجل خلالها هدفين. ثم انتقل إلى نادي إستوديانتيس دي لا بلاتا في موسم 1982 ليلعب معه خمسة مواسم، مشاركًا في 149 مباراة سجل خلالها 10 أهداف. هذا وانتقل لاحقًا إلى نادي فيرو كاريل أويستي في موسم 1987–88 لمدة موسم واحد، مشاركًا في 27 مباراة سجل خلالها هدفين. ثم انتقل بعدها إلى أتلاتيكو إيرابواتو في موسم 1988–89 لمدة موسم واحد، مشاركًا في 31 مباراة ولم يسجل أي هدف.